# Голубые танцовщицы
«Голубы́е танцо́вщицы» (фр. Danseuses bleues) — пастель французского художника-импрессиониста Эдгара Дега, созданная в 1897 году. Хранится в Государственном музее изобразительных искусств имени А. С. Пушкина в Москве, в который поступила в 1948 году из Государственного музея нового западного искусства; до 1918 года находилась в собрании Сергея Ивановича Щукина в Москве, после создания пастель хранилась в собрании Дюран-Рюэля в Париже.
Рисунок выполнен пастелью на бумаге размером 65×65 см.

## История создания
Произведение относится к позднему этапу творчества Эдгара Дега, когда его зрение ослабло, и он стал работать большими цветовыми пятнами, придавая первостепенное значение декоративной организации поверхности картины. Тематика танцовщиц была очень близка художнику и неоднократно повторялась в технике пастели, масляной живописи и рисунка. По мнению некоторых критиков, по красоте цветовой гармонии и композиционному решению пастель «Голубые танцовщицы» может считаться лучшим воплощением этой темы у Дега, который добился в ней предельного богатства фактуры и цветовых сочетаний. Французский критик Эдмон де Гонкур писал о любви художника к балетной теме следующее: «Он смешивает эстетику танца с эстетикой живописи».

## В культуре
Вымышленная кража картины с выставки в отеле-казино фигурирует в сериале «Лас-Вегас», 2-й сезон, 9-я серия.
Также вымышленная кража картины из дома Франсуа Тулура по прозвищу Ночной Лис фигурирует в фильме «Двенадцать друзей Оушена», 2004 год.